# St. Josef (Eutingen an der Enz)
St. Josef ist eine katholische Pfarrkirche im Pforzheimer Stadtteil Eutingen, Baden-Württemberg, die 1960/61 nach Plänen von Otto Linder erbaut wurde.

## Geschichte
Seit der Reformation und der Aufhebung des Pforzheimer Dominikanerinnenklosters, zu dem Eutingen als Klosterdorf zählte, war der Ort bis ins 19. Jahrhundert rein protestantisch. Die Industrialisierung im Raum Pforzheim brachte dann wieder Katholiken in den Ort, die zunächst von der Stadtpfarrei St. Franziskus betreut wurden. 1912 gab es erstmals den Wunsch nach einem eigenen Betraum in Eutingen, der jedoch wegen des Ersten Weltkriegs unerfüllt blieb. Erst 1919 konnten die Eutinger Katholiken den Tanzsaal des Gasthauses Zum Waldhorn für regelmäßige Gottesdienstzwecke nutzen.
1920 erwarben die örtlichen Katholiken einen Bauplatz nördlich der Bahnlinie, wo 1922 eine Notkirche nach Plänen von Hans Holl aus Mitteln des Bonifatius-Vereins errichtet wurde. Die Kirche war für die Katholiken aus Eutingen, Niefern, Öschelbronn und Kieselbronn bestimmt, die zusammen etwa 360 Gläubige waren. Nach dem Zweiten Weltkrieg wuchs die Kirchengemeinde durch den Zuzug von Heimatvertriebenen auf über 2000 Gläubige an. 1948 machte die Kirchengemeinde durch die Bestellung des heimatvertriebenen Pfarrers G. Ruck, der sich selbst aus eigenen Mitteln ein Pfarrhaus errichtete, einen ersten Schritt in Richtung einer Pfarrei. Formell wurde die Kirchengemeinde Eutingen am 1. April 1950 zur Pfarrei erhoben. 1952 konnte eine kleine Orgel für die Notkirche beschafft werden. 1954 wurde das Elisabethenhaus mit Kindergarten und Kinderhaus eröffnet.
Niefern und Öschelbronn erhielten 1955 mit der Liebfrauenkirche eine eigene Kirche und wurden 1960 zu einer eigenen Pfarrkuratie. Die Kirchengemeinde in Eutingen wurde dadurch zwar entlastet, aber die alte Notkirche war weiterhin zu klein und wies auch erhebliche Baumängel auf, die gegen eine Erweiterung oder einen Umbau sprachen. Deswegen erwarb die Gemeinde einen weiteren Bauplatz, auf dem 1960/61 die Kirche St. Josef nach Plänen von Otto Linder erbaut wurde. Einen großen Teil der Baukosten bestritten die Pforzheimer Gesamtkirchengemeinde und die Erzdiözese Freiburg. Die Kirche wurde am 24. September 1961 von Augustin Olbert geweiht.
In den folgenden Jahren wurde die alte Orgel von der Notkirche in die neue Kirche versetzt. 1964 konnte ein vierstimmiges Geläut beschafft werden. In den späten 1960er Jahren wurde die Kirche den Anforderungen des Zweiten Vatikanischen Konzils entsprechend umgebaut, wobei der Altar eine Stufe tiefer und näher zu den Gläubigen gestellt wurde. Die kahle Wand hinter dem Altar erhielt ein hängendes Mosaikkreuz von Josef de Ponte, der auch die Buntglasfenster der Kirche schuf. Um 1970 wurde die alte Orgel durch eine neue elektronische Orgel ersetzt. Im Zuge der Kommunalreform in Baden-Württemberg, durch die Eutingen Stadtteil von Pforzheim wurde, entstand auch die Filialgemeinde Neulingen/Dürrn, die der Gemeinde in Eutingen angegliedert wurde. In der ersten Hälfte der 1980er Jahre fand eine Außen- und Turmsanierung statt, nach 1985 schlossen sich kleinere Umbauten im Kircheninneren an.